# Polysyncraton asterix
Polysyncraton asterix är en sjöpungsart som beskrevs av Monniot 1975. Polysyncraton asterix ingår i släktet Polysyncraton och familjen Didemnidae. Inga underarter finns listade i Catalogue of Life.